# Дом-музей Мирзы Алекпера Сабира
Дом-музей Мирзы Алекпера Сабира — мемориальный музей, посвященный азербайджанскому поэту, сатирику, общественному деятелю, философу Мирзе Алекпер Сабиру. Здание музея расположено в городе Шамахе, в доме, где жил Сабир. Музей представляет собой культурное научно-исследовательское учреждение, которое проводит углубленное изучение наследия азербайджанского поэта Бахтияра Вахабзаде, а также занимается сбором и охраной соответствующих материалов.

## История

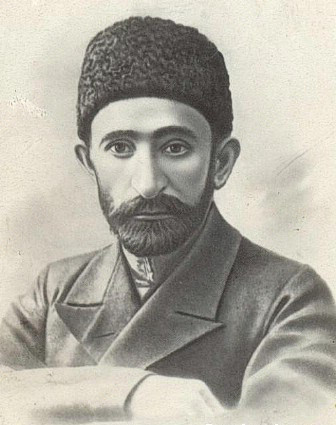
Мирза Алекпер Зейналабдин оглы Таирзаде

Музей был создан в 1962 году по случаю 100-летия со дня рождения поэта. Первоначально здание музея состояло из одного этажа и двух выставочных залов. Старое здание музея было непригодным и поэтому в 1978 году здание было разрушено и перестроено. После реконструкции и реставрации музей был вновь открыт для публики в 1979 году. После реставрации музей располагался в двухэтажном здании. В сентябре 2017 года в результате разрушения стены музей был закрыт и снесен с целью восстановления.

## Экспозиция
Общая площадь музея составляет 293 м². Он имеет 6 выставочных залов и 1 балкон. В первом выставочном зале представлены экспонаты детства, школьных лет, экспонаты из путешествий поэта. В остальных выставочных залах представлены различные предметы домашнего обихода XIX—XX веков, подарки музею, фотографии современников Мирзы Алекпер Сабира, работы исследователей, образцы журналов «Молла Насреддин» и многое другое экспонаты представлены аудитории.